# E. L. James
Erika Leonard, rodným jménem Erika Mitchell (* 7. března 1963, Londýn), známá pod pseudonymem E. L. James, je britská autorka trilogie bestsellerů Padesát odstínů šedi, Padesát odstínů temnoty a Padesát odstínů svobody. Dohromady se ve Spojených státech prodalo více než 35 milionů výtisků a přes 90 milionů výtisků po celém světě. Trilogie je nejrychleji prodávaným paperbackem všech dob. V roce 2012 ji americký časopis Time zařadil mezi sto nejvlivnějších lidí světa. Magazínem Publishers Weekly byla v roce 2016 označena "osobností roku".

## Životopis
Po pětadvaceti letech práce v televizi se E. L. James rozhodla splnit si dětský sen a pustila se do psaní příběhu, který, jak doufala, budou čtenáři milovat. Výsledkem jejího snažení je smyslná romance o bohatém a mladém podnikateli Christianu Greyovi, který se potýká s chutí po kontrole a erotických hrátkách. E. L. James se při psaní Padesáti odstínů chtěla vyrovnat s krizí středního věku. Knihu postupně zveřejňovala na svém blogu. Vášeň a sexuální fantazie s vůní zakázaného ovoce okouzlily statisíce čtenářek. A ty volaly po dalším pokračování, a tak vznikla dvě neméně úspěšná pokračování.
S manželem Niallem Leonardem (sňatek v roce 1987, prozaik a scenárista - podílel se i na zpracování dvou pokračování Padesáti odstínů) má dva syny, žije střídavě v rodinném domku v západním Londýně a ve své vile v Los Angeles. V současnosti[kdy?] pracuje na filmovém zpracování jejího dalšího erotického hitu The Mister. Natáčení by mělo začít v roce 2022.